# 寒泉 (肯塔基州)
寒泉（英語：Cold Spring），是美国肯塔基州的一座城市。面积约为12.2平方公里（4.7平方英里）。根据2010年美国人口普查，该市的人口为5,912人。